# Pennyworth (tv-serie)
Pennyworth, promoveret som Pennyworth: The Origin of Batman's Butler i tredje sæson, er en amerikansk tv-serie der havde premiere d. 28. juli 2019 på Epix, der er baseret på DC Comics' Batman karakter af samme navn. Serien blev udviklet til tv med Bruno Heller og Danny Cannon som executive produced, og med Jack Bannon som Alfred Pennyworth, en yngre version af krakteren, som tidligere er blevet spillet af Sean Pertwee i Hellers og Cannons Fox serie Gotham (2014–2019), og serien tjener som en prequel til både Gotham og V for Vendetta af Alan Moore, David Lloyd og Tony Weare.> Ben Aldridge, Hainsley Lloyd Bennett, Ryan Fletcher, Dorothy Atkinson, Emma Paetz, Paloma Faith, Polly Walker, James Purefoy og Jason Flemyng medvirker også.
Optagelserne til anden sæson begyndte i januar 2020, men blev sat i bero grundet coronaviruspandemien. Anden sæson fik premiere d. 13. december 2020. I oktober 2021 blev det annonceret at tredje sæson af serien ville få premiere på HBO Max, men at den også ville fortsætte på Epix. Tredje sæson havde premiere d. 6. oktober 2022 og blev afsluttet 24. november 2022. I februar 2023 blev det annonceret at serien ikke ville blive fortsat.

## Medvirkende
- Jack Bannon som Alfred Pennyworth
- Ben Aldridge som Thomas Wayne
- Hainsley Lloyd Bennett som Deon "Bazza" Bashford
- Ryan Fletcher som Wallace "Daveboy" MacDougal
- Dorothy Atkinson som Mary Pennyworth
  - Atkinson spiller også Virginia Devereaux
- Ian Puleston-Davies som Arthur Pennyworth
- Paloma Faith som Bet Sykes
- Jason Flemyng som Lord James Harwood
- Polly Walker som Margaret "Peggy" Sykes
- Emma Paetz som Martha Wayne (née Kane)
  - Paetz spiller også Virginia Devereaux
- Ramon Tikaram som Detective Inspector / Prime Minister Victor Aziz
- Harriet Slater as Sandra Onslow
- Edward Hogg som Colonel John Salt
- Jessye Romeo som Katie Browning
- James Purefoy som Captain Gulliver "Gully" Troy / Captain Blighty
- Simon Manyonda som Lucius Fox